# Аксіома зліченного вибору

Побудова послідовності з представників зліченної кількості множин.

Аксіома зліченного вибору — аксіома теорії множин, зазвичай позначається {\displaystyle \mathbf {AC} _{\omega }.} Аксіома стверджує, що для зліченного сімейства непорожніх множин існує функція вибору. Тобто, для цього сімейства можна побудувати послідовність з їхніх елементів (по одному з кожної).

## Властивості
Аксіома зліченного вибору є слабшою за аксіому залежного вибору, а та в свою чергу слабша за аксіому вибору.
{\displaystyle \mathbf {AC} _{\omega }<\mathbf {DV} <\mathbf {AC} .}
Ця аксіома, на відміну від аксіоми вибору не призводить до неінтуїтивних результатів, як: парадокс Банаха — Тарського (подвоєння кулі).
Аксіоми достатньо для більшості теорем аналізу, зокрема:
- для довільної граничної точки існує збіжна до неї послідовність;
- міра Лебега зліченно-адитивна;
- об'єднання зліченної кількості зліченних множин є зліченним;
- довільна нескінченна множина містить зліченну підмножину.

Але для теорії множин, цієї аксіоми часто не достатньо. Наприклад, без повної аксіоми вибору не можливо довести, що довільна множина може бути цілком впорядковано.